# Heinrich Wullschlägel
Heinrich Rudolf Wullschlägel (Sarepta (Saratov), 1 februari 1805 - Berthelsdorf, 29 maart 1864) was een Nederlands-Duits priester, botanicus en vertaler. Hij was van 1844 tot 1855 predikant in Antigua, Jamaica en Suriname. In 1857 trad hij aan als bisschop voor de Evangelische Broedergemeente (Moravische kerk) in Duitsland.

## Biografie
Wullschlägel werd geboren in de Moravische nederzetting Sarepta in het gouvernement Saratov in Rusland, het huidige Wolgograd. Hij ging in Niesky in Saksen naar de basisschool en studeerde theologie in Gnadenfeld (Pawłowiczki) in Silezië. Hij bracht meerdere jaren door in het Caribische gebied, waaronder van 1844 tot 1847 in Antigua en van 1847 tot 1849 in Jamaica. Vervolgens stond hij van 1849 tot 1855 aan het hoofd van de zending van de Evangelische Broedergemeente (Moravische kerk) in Paramaribo, Suriname.
Daarnaast bracht hij een uitgebreide botanisch collectie bijeen. Hij stelde een woordenboek van het Sranantongo samen in Suriname en tijdens een reis naar de Miskitokust.
In 1855 trad hij toe tot het bestuur van de Moravische kerk in Berthelsdorf bij Herrnhut. Hier werd hij in 1857 gekozen tot bisschop.

## Naar hem vernoemde soorten
- Tabernaemontana wullschlaegelii
- Anthurium wullschlaegelii
- Philodendron wullschlaegelii
- Somphoxylon wullschlaegelii
- Lepanthes wullschlaegelii
- Paspalum wullschlaegelii
- Psychotria wullschlaegelii
- Pilea wullschlaegelii